# 配龙镇
配龙镇，是中华人民共和国四川省内江市资中县曾经下辖的一个镇。2019年12月，撤销配龙镇，将其所属行政区域划归发轮镇管辖。

## 行政区划
配龙镇撤销前下辖以下地区：
配龙场社区、三树村、楼房村、碾米村、瓦窑村、白泥巴厂村、宝华村、瞿家村、叶家村、大沟村、柏坝村、佛耳岩村、大水村、田家村、飞凤村、观音村、枣树村、新观村、赵坝村、高保村、碓丘村和青冈村。